# Rancho de García
Rancho de García är en ort i Mexiko.   Den ligger i kommunen Ensenada och delstaten Baja California, i den nordvästra delen av landet, 2 200 km nordväst om huvudstaden Mexico City. Rancho de García ligger 176 meter över havet och antalet invånare är 194.
Terrängen runt Rancho de García är kuperad västerut, men österut är den platt. Runt Rancho de García är det glesbefolkat, med 8 invånare per kvadratkilometer. Det finns inga andra samhällen i närheten. Omgivningarna runt Rancho de García är i huvudsak ett öppet busklandskap.